# Козелец луговой
Козелец луговой, или Козелец лугов (лат. Scorzonera pratorum) — вид двудольных растений рода Козелец (Scorzonera) семейства Астровые (Asteraceae). Таксономическое название опубликовано российским ботаником Сергеем Сергеевичем Станковым в 1949 году.
Базионим — Scorzonera austriaca var. pratorum Krasch., 1935basionym.

## Распространение и среда обитания
Известен из России (европейская часть, Русский Алтай) и Казахстана.
Произрастает на лиманах и солончаковых лугах.

## Ботаническое описание
Многолетнее травянистое сизо-зелёное растение.
Стебель высотой 25—50 см.
Листья продолговато-ланцетные; стеблевые листья сидячие и прикорневые — на длинных черешках.
Цветки жёлтого цвета, собраны в соцветия-корзинки по 1—3 на растении; листочки обвёртки как правило светло-зелёные, голые.
Плод — гладкая ребристая семянка.
Цветёт в июне и июле.

## Природоохранная ситуация
Козелец луговой занесён в Красную книгу Саратовской области России, где растение считается редким.